# Syrbula festina
Syrbula festina är en insektsart som beskrevs av Otte, D. 1979. Syrbula festina ingår i släktet Syrbula och familjen gräshoppor. Inga underarter finns listade i Catalogue of Life.